# Kertyna
Kertyna (ukr. Кертинів) – wieś na Ukrainie, w rejonie jaworowskim obwodu lwowskiego.